# Trametes azurea
Trametes azurea är en svampart som först beskrevs av Elias Fries, och fick sitt nu gällande namn av Gordon Herriot Cunningham 1965. Trametes azurea ingår i släktet Trametes och familjen Polyporaceae.   Inga underarter finns listade i Catalogue of Life.